# میله (دشت‌سر)
میلهٔ دشت سر، روستایی  از توابع بخش دشت‌سر شهرستان آمل در استان مازندران ایران است.

## موقعیت جغرافیایی
میله در روزگار معاصر، روستایی از توابع بخش دشت‌سر شهرستان آمل است که البته با نام «میله دشت‌سر» شناخته می‌شود. روستای میله دشت‌سر در شرق شهرستان آمل (حدود کیلومتر ۱۰ جاده قدیم آمل به بابل)، مابین دو رودخانه کاری و رودخانه گرمارود واقع شده‌است. این روستا به‌طور تقریبی، از غرب با روستای پاشاکلا، از شرق با روستای خرمن‌کلا، از جنوب با روستای کمدره و دانشگاه آزاد اسلامی- واحد آیت الله آملی- و از شمال با روستای مهدیخیل، کارخانه نساجی بابکان و روستای اجوارکلا همسایه است.

## جمعیت
این روستا در دهستان دشت‌سر شرقی قرار دارد و براساس سرشماری مرکز آمار ایراندر سال ۱۳۹۰، جمعیت این روستا ۸۸۱ نفر، ۲۵۸ خانوار، ۴۳۷ زن و ۴۴۴ مرد گزارش شده‌است.

## تاریخچه روستای میله دشت سر
روستای میله دشت‌سر کنونی، شهری تاریخی و کهن در تاریخ طبرستان (حداقل از قرن سوم تا قرن هفتم هجری قمری) به‌شمار می‌آمده‌است. کهن‌ترین منابعی که از میله به عنوان شهری در تاریخ طبرستان یاد می‌کنند کتاب حدود العالم و آثار مورخانی نظیر ابن‌رسته، اصطخری، ابن‌حوقل، مقدسی، ابن‌اسفندیار، مرعشی، اولیاءالله می‌باشند.
کتاب ابن‌رستهاز نخستین منابعی است که نگارنده به عنوان شاهدی دال بر وجود شهر تاریخی میله یافته‌است. به عبارت بهتر، کتاب ابن‌رسته را می‌توان کهن‌ترین مأخذی دانست که از میله به عنوان شهری در تاریخ طبرستان یاد می‌کند. ابوعلی احمدبن عمررسته، جغرافیدان و مؤلف کتاب یا فرهنگ‌نامه بزرگ الاعلاق النفیسه (تألیف ۲۹۰ هجری قمری) است که از این فرهنگ بزرگ وی که درهفت جلد بوده، تنها یک نسخه (جلد هفتم) در نجوم و جغرافی به سبک عراقی باقی مانده‌است. ابن‌رسته در این کتاب در ترتیب شهرهای طبرستان از میله به عنوان یکی از چند شهر طبرستان سخن می‌راند:
«طبرستان و کورها آلتی لها منابر اربع عشره کوره آمل و هی القصبه و ساریه و مامطیر و ترنجه و رودبست و میله و مرار کدح والمهروان و طمیس و تمّار و ناتل و شالوس و رویان و کلا».
کتاب صور الارض از ابنحوقل مورخ و سیاح که در قرن چهارم هجری قمری (حدود قرن دهم میلادی) نوشته شده، از نخستین سندهای تاریخی است که در چندین بحث از شهر تاریخی میله سخن به میان می‌آورد. ابن‌حوقل در سفرنامه خود از شهر میله سخن به میان آورده و مکان آن را بین مامطیر و آمل دانسته است. وی چنین می‌گوید که «شهرهای آمل، شالوس، کلار، رویان، میله، تریجی، عین‌الهم و مامطیر، ساریه و طمیسه جزء ولایات طبرستان می‌باشند».
ابوالفتح حکیمیان در کتاب علویان طبرستان با جمع‌آوری مجموعه نظرات دربارهٔ میله این‌گونه اشاره می‌کند که طبرستان دارای چهارده ناحیه بود که یکی از آن‌ها میله نام دارد و میله در شمار طبرستان است. از آمل تا میله دو فرسنگ و از آنجا تا برجی یک مرحله است و شهرستان‌هایی که نام می‌بریم در ولایت طبرستان واقع است، آمل و ناتل و میله … میله شهرکی خردست و از آن نیشکر بسیار برخیزد. از تلفیق اطلاعات پراکنده مؤلفان جغرافیا دربارهٔ طبرستان این نتیجه حاصل می‌گردد که طبرستان ناحیه‌ای مرکب از کوه و دشت و دریا بوده‌است که تا قرن چهارم هجری قمری شامل آبادی‌های زیر بوده‌است: آمل، ناتل، سالوس، کلار، رویان، میله، الهم، ساری، برجی، مهروان، لمراسک، مامطیر و تمیشه.